# Massimo di Nola
Massimo di Nola (Nola, III secolo – Nola, 7 febbraio III secolo) fu vescovo di Nola nel III secolo, durante la persecuzione di Decio;
è venerato dalla Chiesa cattolica come santo.
Si impegnò per proteggere i suoi fedeli e fu soccorso da San Felice, sacerdote, detto anche Felice in Pincis.

## Agiografia
Abbiamo pochissime notizie della vita di san Massimo. Ci provengono dai carmina natalizia scritti da San Paolino fra il 395 e il 409 circa, per celebrare la festa (dies natalis) di san Felice di Nola, fedele collaboratore di Massimo.
Paolino racconta che durante la persecuzione di Decio (250-251), Massimo che era il vescovo di Nola, già vecchio e malato, in un primo momento fece di tutto per difendere i cristiani, poi, di fronte all'inasprirsi della persecuzione, affidò la diocesi a san Felice che aveva designato come successore e preferì andare a rifugiarsi in un luogo deserto.  Felice fu messo in carcere e torturato perché sacrificasse agli dei pagani, ma un giorno gli apparve un angelo che lo liberò e lo condusse da Massimo, che stava morendo di fame e di sete. Felice raccolse da una vite un grappolo di uva maturato miracolosamente fuori stagione, e con il succo di essa rianimò Massimo, poi se lo caricò sulle spalle, lo riportò in città e lo affidò alle cure di una devota cristiana. Massimo morì serenamente qualche tempo dopo.

## Culto
Il Martirologio romano fissa la memoria liturgica il 7 febbraio.